# Muff (Geruch)
Muff ist ein spezifischer Geruch, der meist als unangenehm empfunden wird. Typischerweise riechen schlecht belüftete, feuchte Keller muffig. Ein muffiger Geruch wird auch manchen Pilzen (zum Beispiel Grauer Wulstling) zugeschrieben (siehe dazu auch Moderfäule) oder überlagerten  Lebensmitteln (zum Beispiel Erdnussflips).
Die Geruchsstoffe werden als Microbial Volatile Organic Compounds (MVOC, Mikrobielle flüchtige organische Verbindungen) untersucht, Stoffwechselprodukte von Mikroorganismen und Pilzen, von denen mehr als 200 Substanzen identifiziert wurden. Derartige Verbindungen sind beispielsweise 2,4,6-Trichloranisol (hauptverantwortlich für den Korkfehler bei Wein aber auch als mikrobielles Abbauprodukt des früher eingesetzten Holzschutzmittels Pentachlorphenol bekannt, als typischer Geruch älterer Fertigteilhäuser) oder 1-Octen-3-ol. Modergeruch in Wohnräumen kann als Indikator für (Schimmel)Pilzbefall dienen
Stockflecken in Textilien, Papier und auf Wänden können einen muffigen Geruch verbreiten, ebenso schlecht durchlüftete und feucht aufbewahrte Textilien sowie schlecht gelagerte und daher verdorbene Lebensmittel.
Muff wird auch als Schimpfwort für Zustände oder Menschen benutzt, denen zu lange keine (Luft-)Veränderung zugutekam. Beispiele für diese Benutzung sind der Slogan der 68er-Bewegung „Unter den Talaren – Muff von 1000 Jahren“ sowie die in den Niederlanden gebräuchliche abwertende Bezeichnung „Mof“ für einen Deutschen.
Muff ist einer der zwei Bestandteile zur Definition der Raumluftqualität.